# Immunitet (biologi)
Immunitet är en medicinsk term som beskriver den situation som råder när en organism har tillräckligt med biologiska skyddsmekanismer för att undvika infektioner, sjukdomar eller annan oönskad biologisk invasion. Immunitet består både av specifika och ospecifika delar. 
Det ospecifika eller medfödda immunförsvaret är antingen barriärer eller förgörare av patogener. Det bygger på att stoppa mikroorganismer innan de orsakar sjukdom. Alla patogener attackeras på samma sätt. 
Specifik, även kallad adaptiv immunitet delas ofta i sin tur upp i två delar beroende på hur immuniteten alstrades. Naturlig immunitet uppstår genom oavsiktlig kontakt med en patogen, medan konstgjord immunitet uppträder vid exempelvis vaccination. Både naturlig och konstgjord immunitet kan i sin tur delas upp i ytterligare undergrupper, beroende på hur lång tid skyddet räcker. Passiv immunitet är kortlivad och varar ett par månader, medan aktiv immunitet kan vara livslång. Det specifika immunförsvaret bygger på att olika patogener attackeras enligt vilken patogen det handlar om. 